# فرناندا هرمنغيلدو
فرناندا هرمنغيلدو مواليد 13 أكتوبر 1988، هي لاعبة كرة مضرب برازيلية سابقة. أعلى تصنيف لها في الفردي كان المركز الـ 370 في سنة 2010. أعلى تصنيف لها في الزوجي كان المركز الـ 251 في سنة 2011.

## النهائيات

### الفردي النهائي: 6 (3–3)
| الحصيلة | الرقم | التاريخ        | الدورة                    | الأرضية | المنافس في النهائي | النتيجة في النهائي |
| الوصافة | 1.    | 27 يوليو 2008  | برازيليا، البرازيل        | ترابية  | ناتاليا روسي       | 2–6, 4–6           |
| الفوز   | 2.    | 14 سبتمبر 2008 | ساو باولو، البرازيل       | ترابية  | ناتاليا جيتلر      | 6–3, 6–4           |
| الفوز   | 3.    | 4 أكتوبر 2008  | كوريتيبا، البرازيل        | ترابية  | مارينا جيرال لوريس | 6–4, 1–6, 6–3      |
| الوصافة | 4.    | 12 أكتوبر 2008 | موجي داس كروزيز، البرازيل | ترابية  | أرانزا سالو        | 6–7(3–7), 1–6      |
| الوصافة | 5.    | 7 سبتمبر 2009  | مازاتلان، المكسيك         | صلبة    | أندريا كوخ بنفنوتو | 1–6, 2–6           |
| الفوز   | 6.    | 22 أغسطس 2010  | إتاباريكا، البرازيل       | صلبة    | روكسان فيسمببرج    | 6–1, 6–7(5–7), 6–3 |

## روابط خارجية
- فرناندا هرمنغيلدو على موقع رابطة محترفات التنس (الإنجليزية)
- فرناندا هرمنغيلدو على موقع الاتحاد الدولي لكرة المضرب (الإنجليزية)
- فرناندا هرمنغيلدو على موقع كأس بيلي جين كينغ (الإنجليزية)
- فرناندا هرمنغيلدو على موقع خلاصة التنس.كوم (الإنجليزية)